# Alnaryd
Alnaryd är en småort i Tvings socken i Karlskrona kommun i Blekinge län. 
Alnaryd var en station på Nättraby-Alnaryd-Elmeboda Järnväg.